# MP 40
MP 40 (njem. Maschinenpistole 40) ili popularno Šmajser naziv je za kratku strojnicu koju su koristile njemačke vojne snage tijekom Drugog svjetskog rata. Ovo oružje rabile su i Hrvatske oružane snage tijekom Drugog svjetskog rata i Hrvatska vojska tijekom Domovinskog rata.
Automat MP40 nije zaveden pod imenom Šmajser jer Hugo Schmeisser nije ni sudjelovao u projektiranju ovog oružja. Inače, izvorni Šmajser vođen je pod oznakom MP18, MP28 i MP41. Inačice MP18 i MP28 su automati koje je konstruirao osobno Louis Schmeisser, dok je MP41 konstruirao Hugo Schmeisser, sin Louisa Schmeissera.
Šmajser spada u grupu, kao što kaže i sam prijevod iz njemačkog (Maschinenpistole), automatskih pištolja ili automata. Koristi pištoljsko streljivo.